# Projection Equal Earth

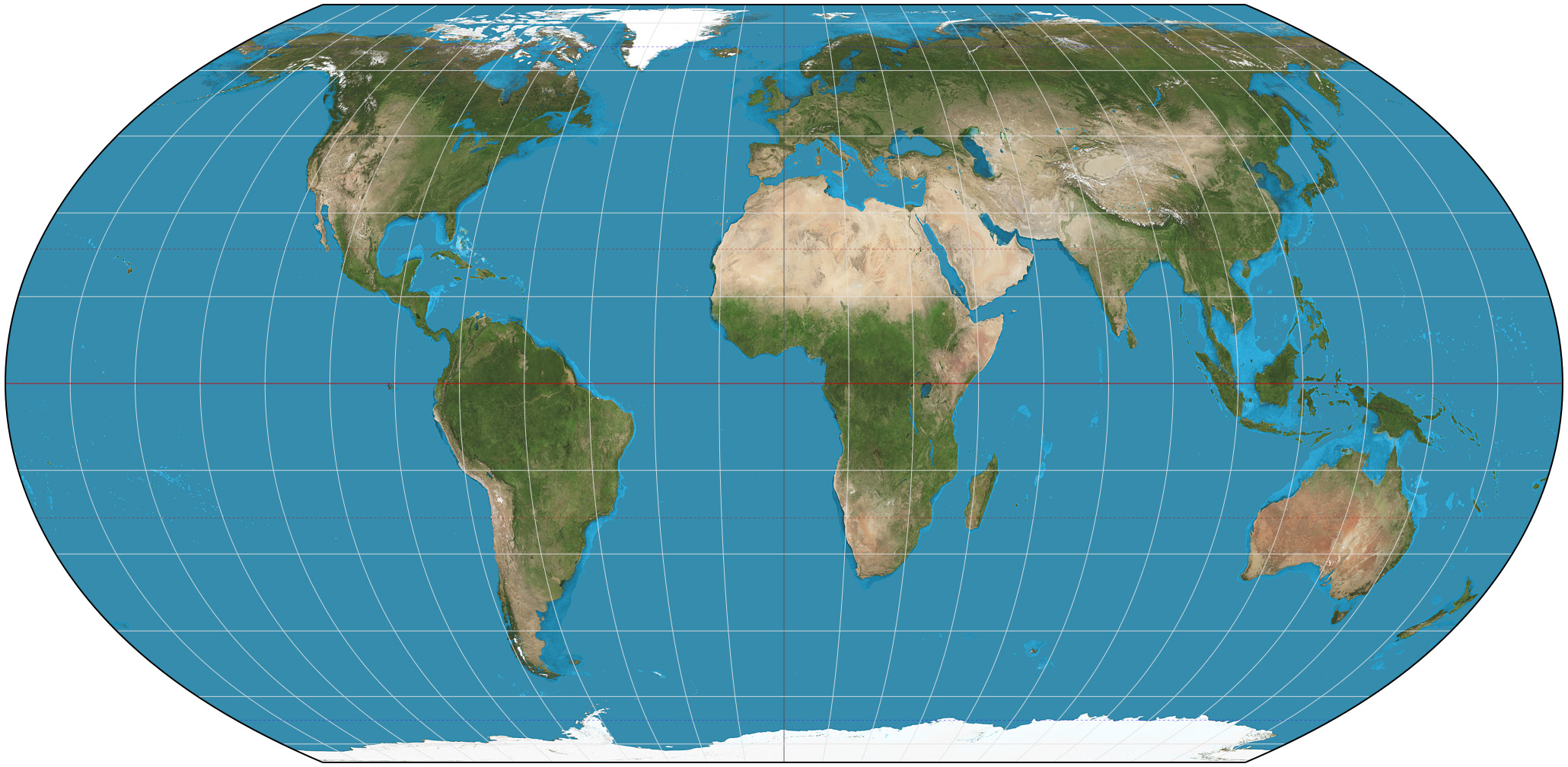
Projection Equal Earth. Image créée avec le logiciel de projection cartographique Geocart.

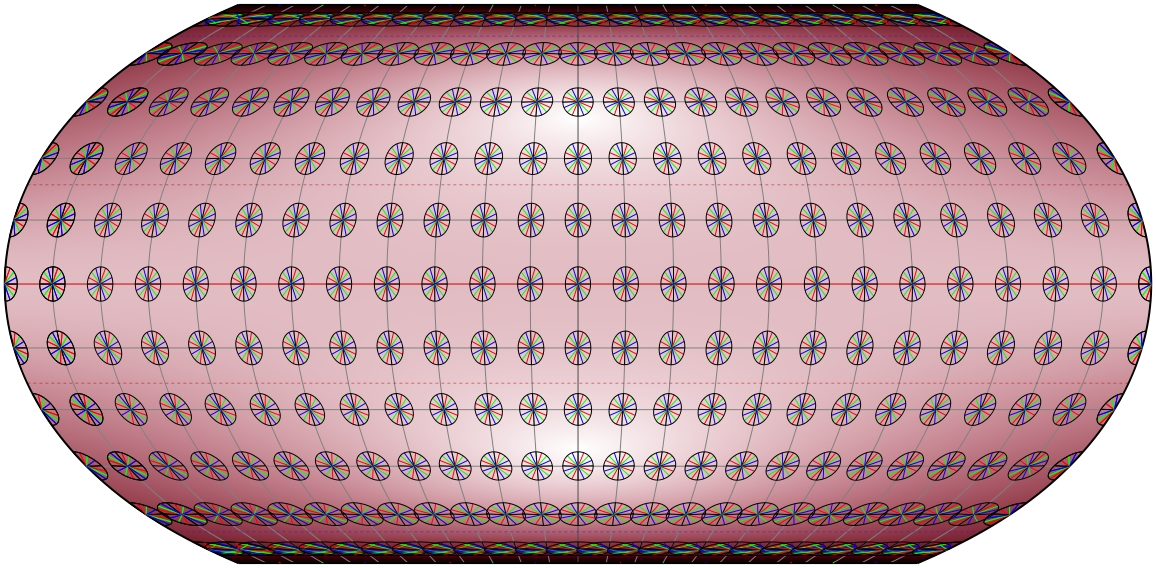
Distorsion de la projection Equal Earth. Une couleur plus foncée signifie plus de distorsion. Indicatrice de Tissot à 15° d'intervalle.

La projection Equal Earth est une projection cartographique pseudo-cylindrique équivalente inventée par Bojan Šavrič, Bernhard Jenny et Tom Patterson en 2018. Elle s’inspire de la projection de Robinson largement utilisée dans les écoles anglo-saxonnes, mais contrairement à celle-ci, conserve la taille relative des zones. Les équations de projection sont simples à mettre en œuvre et rapides à évaluer.

## Formulation
La projection est formulée par les deux équations : 
{\displaystyle {\begin{aligned}x&={\frac {2{\sqrt {3}}\,\lambda \cos {\theta }}{3\,(9\,A_{4}\,\theta ^{8}+7\,A_{3}\,\theta ^{6}+3\,A_{2}\,\theta ^{2}+A_{1})}}\\y&=A_{4}\,\theta ^{9}+A_{3}\,\theta ^{7}+A_{2}\,\theta ^{3}+A_{1}\,\theta \end{aligned}}}

où 
{\displaystyle {\begin{aligned}&{\theta }=\arcsin \left({\frac {\sqrt {3}}{2}}\sin {\varphi }\right)\\&A_{1}=1.340264,\ A_{2}=-0.081106,\ A_{3}=0.000893,\ A_{4}=0.003796\end{aligned}}}
et {\displaystyle \varphi } se réfère à la latitude et {\displaystyle \lambda } à la longitude.

## Caractéristiques
Les caractéristiques de la projection Equal Earth comprennent : 
- Les côtés incurvés de la projection suggèrent la forme sphérique de la Terre.
- Les parallèles droites facilitent la comparaison de la distance qui sépare les lieux nord et sud de l'équateur.
- Les méridiens sont espacés régulièrement le long de n'importe quelle latitude.
- Le logiciel permettant de réaliser la projection est facile à écrire et à exécuter efficacement.

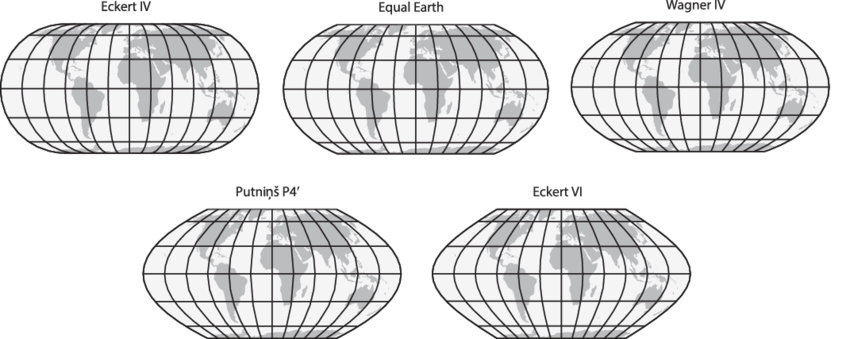
Projection Equal Earth comparée à d'autres projections pseudo-cylindriques à surface égale : Eckert IV, Wagner VI, Putniṇš P4 et Eckert VI

## Développement
La projection Equal Earth a été créée par Bojan Šavrič, Tom Patterson et Bernhard Jenny, comme détaillé dans une publication de 2018 dans l'International Journal of Geographical Information Science.

Selon les créateurs : 
 Nous l'avons créée pour offrir une alternative visuellement agréable à la projection Gall-Peters, que certaines écoles et organisations ont adoptée par souci d'équité. Elles ont besoin d'une carte du monde montrant les continents et les pays à leur vraie taille les uns par rapport aux autres.

## Utilisation
La première carte thématique connue publiée à l'aide de la projection Equal Earth est une carte de l'anomalie de la température mondiale moyenne pour juillet 2018, produite par le Goddard Institute for Space Studies de la NASA.